# Света Васила
Света Васила (†262) је хришћанска светитељка и ранохришћанска мученица. Страдала је због вере у Исуса Христа за време владавине римског цара Галијена. Била је ученица Преподобне Евгеније Римске.
Васила је пореклом била из аристократске породице и живела је у Риму. Док је била млада умрли су јој родитељи, тако да је рано остала сироче. Њен стриц, који је био паганин је бринуо о њој. Као млада верена је за младића Помпеја који је такође био из аристократске породице. Пошто Васила још увек није била пунолетна свадба је одложена за неко време. Васила је често слушала о Исусу Христу и о Евгенији, и њеном девственом животу, и о чудима која се дешавају силом Исуса Христа. Постепено је почела да верује у Исуса Христа и желела је да упозна Евгенију. Пошто је била верена, није смела да оде код Евгеније јер се плашила вереника. Зато је Васила послала слугу код Евгеније са молбом да је помоћу писама упути у детаље хришћанске вере.
Евгенија је сматрала да се вера не може пренети помоћу писма тако добро као преко живе речи тако да је код василе послала своје евнухе Прота и Јакинта. Васила је радосно примила евнухе, који су често разговарали са њом и причали јој о хришћанству. Пошто је постала хришћанка, крстио ју је римски папа — Свети Корнелије. После тога је и њен стриц који је био паганин прешао у хришћанство, тако да је Васила лако могла да се виђа са њом. 
Када је за време цара Галијена отпочело гоњење хришћања Евгенија је Васили јавила да је имала визију да ће Васила ускоро страдати мученичком смрћу, на шта јој је Васила одговорила:
И мене Господ благоволи обавестити о теби, да ћеш добити двоструки мученички венац: један за муке и напасти које си претрпела у Александрији, а други - за своју крв коју ћеш пролити страдајући ради Христа.
Истог дана једна од робиња свете Василе је отишла код Помпеја, веренику свете Василе и рекла му: 
Господине мој, знам да су ти цареви обећали за супругу моју госпођу, и ти ево више од шест година не правиш свадбу чекајући да твоја вереница постане пунолетна. Ја сам сада дошла да те известим, да ти више и не можеш ступити с њом у брак, јер је њен стриц и васпитач - хришћанин, а и она је свом душом примила хришћанску веру, и сада се гади не само тебе него и целога света. Она има два евнуха, које јој је послала Евгенија, и она их поштује као своје господаре и сваки дан им целива ноге као бесмртним боговима. Ти евнуси и јесу учитељи хришћанског мађионичарства.
После тога Помпеј је дошао до Василине палате и захтевао да уђе, али га она није пустила. Тада је отишао да тражи помоћ од цара, који је наредио да се Васила примора да ступи у брак или да буде погубљена мачем. 
Када су војници дошли код Василе и саопштили јој царско наређење она је одбила да се уда за Помпеја, тако да је одмах заклана мачем. 
Српска православна црква слави је 24. децембра по црквеном, а 6. јануара по грегоријанском календару.